# 丹麦国铁SE型电力动车组
丹麦国铁SE型电力动车组（丹麦语：Litra SE）是一种4节编组的动力分散式通勤型电力动车组。仅由丹麦国家铁路下属的哥本哈根市郊铁路使用。2005年投入运行。是第四代哥本哈根市郊铁路列车的两个型号之一（另一个型号是丹麦国铁SA型电力动车组）。哥本哈根市郊铁路目前已淘汰第四代列车之前的各代列车。 制造商为法国阿尔斯通和德国西门子。
“丹麦国铁SE型电力动车组”是“丹麦国铁SA型电力动车组”的一个衍生型号。两者除编组外，外观、内部结构差异不大，生产厂商亦相同。主要差别在于“丹麦国铁SA型电力动车组”为8节编组。
本型动车组列车设有视频监控系统，以提升乘客和工作人员的安全感。最高运行速度为120千米/小时，不过在很多路段达不到最高运行速度，其中运行在哥本哈根环线铁路上的哥本哈根市郊铁路F线列车的最高运营速度仅有80千米/小时。
为节约能源，丹麦国铁SA型电力动车组安装有可将刹车时的反作用力转换为电力的再生制动。采用再生制动后，可因此节约大约40％的电力。

## 技术参数
- 种类：动力分散式通勤型電力動車組
- 编组：4节编组
- 全长：42.58米
- 宽度：3520毫米
- 高度：4300毫米
- 地板高度：1100毫米
- 空重：63吨
- 载客量：330人（134个普通座椅+16个折叠式座椅+180个站位）
- 转向架：1轴转向架
- 车体材质：铝质车体
- 最大运营速度：120千米/小时
- 加速度：1.3米/秒2
- 减速度：1.2米/秒2
- 供电制式： 直流 1650伏 架空电缆供电
- 发动机：4台交流异步电动机
- 车钩：夏芬伯格车钩（英语：Scharfenberg coupler）

## 编组
“丹麦国铁SE型电力动车组”为4节编组的动力分散式通勤型电力动车组，列车两端均设有驾驶室，每节车厢均有独立编号，详见下表：
| 车厢类型               | 代码 | 编号号段  | 备注                               |
| ---------------------- | ---- | --------- | ---------------------------------- |
| 有动力控制车           | SE   | 4101-4131 | 安装有两个转向架                   |
| 带受电弓的有动力中间车 | SF   | 4301-4331 | 安装有1个转向架 仅本节车厢有受电弓 |
| 无动力中间车           | SG   | 4501-4531 | 安装有1个转向架                    |
| 带逆变器的有动力控制车 | SH   | 4701-4731 | 安装有1个转向架                    |